# Club sportif La Sagesse (football)
Pour les articles homonymes, voir Club Sagesse.
Maillots
Dernière mise à jour : 18 octobre 2024.
Le Club Sportif La Sagesse (arabe : نادي الحكمة الرياضي), plus couramment abrégé en Club Sagesse et aussi connu sous le nom de Hekmeh, est un club libanais de football fondé en 1943 et basé à Achrafieh, quartier chrétien de Beyrouth, capitale du pays.
L'équipe est la section footballistique du club omnisports du CS Sagesse.

## Historique

Ancien logo.

Le club, fondé sous le patronage du Père Boulos Kik avec l'appui de Mgr. Jean Maroun, est historiquement connu comme étant lié à la communauté maronite catholique du Liban.

### Rivalité
Le Club Sagesse entretient une rivalité avec l'autre équipe d'Achrafieh, à savoir le Racing Club de Beyrouth. Le match entre les deux équipes est appelé le « Derby d'Achrafieh ».

## Palmarès
| Compétitions nationales                                                                     |
| ------------------------------------------------------------------------------------------- |
| - Championnat du Liban : - Finaliste : 2001 et 2002. - Coupe du Liban : - Finaliste : 2006. |

## Entraîneurs
| - Eugen Moldovan (2000 - 2001) - Theo Bücker (2001 - 2002) - Emile Rustom (2005) | - Riad Murad - Fouad Hijazi - Fouad Leila | - Sohad Zahran (? - 2021) - Vardan Ghazaryan (2021 - ) |